# Eerste divisie (vrouwenhandbal) 2016/17
De eerste divisie is de op een na hoogste afdeling van het Nederlandse handbal. Er nemen veertien teams deel. De inrichtende macht is het Nederlands Handbal Verbond.

## Teams
| Club             | Plaats     | Provincie     | Trainer             | Hal                     |
| ---------------- | ---------- | ------------- | ------------------- | ----------------------- |
| FIQAS/Aalsmeer   | Aalsmeer   | Noord-Holland | Thomas Obbens       | de Bloemhof             |
| Bentelo          | Bentelo    | Overijssel    | Miro Starre         | Sporthal de Pol         |
| Targos Bevo HC   | Panningen  | Limburg       | Osvaldo Gomes       | de Heuf                 |
| DSS              | Heemskerk  | Noord-Holland | Johan van Huisstede | de Waterakkers          |
| ACMAA/D.S.V.D.   | Deurningen | Overijssel    | Herman Keppels      | Sporthal 't Hoge Vonder |
| Foreholte        | Voorhout   | Zuid-Holland  | Ricardo Clarijs     | De Tulp                 |
| Fortissimo       | Cothen     | Utrecht       | Willem-Jan Ruder    | De Rijnsloot            |
| Gemini (Z)       | Zoetermeer | Zuid-Holland  | Nannie Krullaars    | Oosterpoort             |
| AJ Sports/Hellas | Den Haag   | Zuid-Holland  | Nico Stet           | Hellashal               |
| Hercules         | Den Haag   | Zuid-Holland  | Wesly Hage          | Boswijk                 |
| PSV              | Eindhoven  | Noord-Brabant | Fred Michielsen     | de Vijfkamp             |
| Virto/Quintus 2  | Kwintsheul | Zuid-Holland  | Nicole Grandazzi    | Eekhout Hal             |
| United Breda     | Breda      | Noord-Brabant | Moshen Daghrir      | Haagse Beemden          |
| Z.A.P.           | Breezand   | Noord-Holland | George Dekeling     | de Zwaluwenvlucht       |

## Stand
| Pos | Team             | Wed | W  | G | V  | Ptn | DV  | DT  | +/−  | Opmerking                         |
| --- | ---------------- | --- | -- | - | -- | --- | --- | --- | ---- | --------------------------------- |
| 1   | Foreholte        | 26  | 24 | 1 | 1  | 49  | 772 | 557 | +215 | Promoveert naar de Eredivisie     |
| 2   | ACMAA/D.S.V.D.   | 26  | 22 | 2 | 2  | 46  | 765 | 541 | +224 | Winnaar tweede periode            |
| 3   | Virto/Quintus 2  | 26  | 21 | 1 | 4  | 43  | 747 | 597 | +150 |                                   |
| 4   | Z.A.P.           | 26  | 15 | 0 | 11 | 30  | 660 | 606 | +54  | Winnaar derde periode             |
| 5   | PSV              | 26  | 14 | 0 | 12 | 28  | 621 | 607 | +14  | Winnaar eerste periode            |
| 6   | FIQAS/Aalsmeer   | 26  | 14 | 0 | 12 | 28  | 640 | 656 | −16  |                                   |
| 7   | Targos Bevo HC   | 26  | 11 | 1 | 14 | 23  | 610 | 620 | −10  | Winnaar vierde periode            |
| 8   | Gemini (Z)       | 26  | 11 | 1 | 14 | 23  | 675 | 712 | −37  |                                   |
| 9   | Fortissimo       | 26  | 10 | 2 | 14 | 22  | 583 | 611 | −28  |                                   |
| 10  | Bentelo          | 26  | 7  | 5 | 14 | 19  | 570 | 616 | −46  |                                   |
| 11  | Hercules         | 26  | 9  | 0 | 17 | 18  | 624 | 664 | −40  |                                   |
| 12  | DSS              | 26  | 8  | 1 | 17 | 17  | 619 | 695 | −76  |                                   |
| 13  | AJ Sports/Hellas | 26  | 8  | 0 | 18 | 16  | 519 | 611 | −92  | Degradeert naar de tweede divisie |
| 14  | United Breda     | 26  | 1  | 0 | 25 | 2   | 475 | 787 | −312 | Degradeert naar de tweede divisie |

## Uitslagen
|                  | AAL     | BEN     | BEV     | DSS     | DSV     | FOR     | FRT     | GEM     | HEL     | HER     | PSV     | QUI     | UNB     | ZAP     |
| ---------------- | ------- | ------- | ------- | ------- | ------- | ------- | ------- | ------- | ------- | ------- | ------- | ------- | ------- | ------- |
| FIQAS/Aalsmeer   |         | 31 - 21 | 20 - 24 | 31 - 19 | 27 - 32 | 20 - 36 | 24 - 22 | 31 - 23 | 18 - 22 | 21 - 19 | 22 - 15 | 23 - 32 | 28 - 20 | 19 - 28 |
| Bentelo          | 23 - 24 |         | 25 - 20 | 23 - 23 | 20 - 20 | 20 - 25 | 21 - 21 | 22 - 22 | 24 - 13 | 23 - 19 | 20 - 23 | 20 - 22 | 27 - 11 | 27 - 23 |
| Targos Bevo HC   | 25 - 26 | 27 - 17 |         | 27 - 19 | 22 - 36 | 23 - 28 | 19 - 17 | 31 - 22 | 29 - 19 | 24 - 19 | 25 - 28 | 22 - 22 | 36 - 13 | 16 - 22 |
| DSS              | 25 - 29 | 21 - 24 | 28 - 22 |         | 23 - 35 | 22 - 29 | 20 - 29 | 32 - 21 | 24 - 20 | 17 - 20 | 21 - 26 | 26 - 38 | 27 - 20 | 20 - 23 |
| ACMAA/D.S.V.D.   | 30 - 21 | 29 - 18 | 41 - 15 | 33 - 20 |         | 26 - 27 | 31 - 23 | 26 - 25 | 29 - 18 | 37 - 17 | 30 - 23 | 29 - 21 | 39 - 14 | 33 - 23 |
| Foreholte        | 24 - 17 | 28 - 18 | 30 - 22 | 40 - 22 | 26 - 26 |         | 28 - 18 | 34 - 28 | 24 - 14 | 27 - 23 | 29 - 28 | 27 - 24 | 45 - 18 | 27 - 25 |
| Fortissimo       | 22 - 23 | 26 - 26 | 20 - 13 | 21 - 27 | 18 - 25 | 19 - 30 |         | 22 - 29 | 20 - 18 | 25 - 24 | 17 - 21 | 30 - 24 | 27 - 23 | 20 - 27 |
| Gemini (Z)       | 28 - 24 | 37 - 26 | 26 - 23 | 25 - 30 | 24 - 36 | 23 - 32 | 21 - 27 |         | 26 - 27 | 30 - 24 | 21 - 25 | 34 - 31 | 29 - 20 | 29 - 26 |
| AJ Sports/Hellas | 24 - 22 | 25 - 14 | 22 - 20 | 22 - 27 | 18 - 23 | 15 - 23 | 20 - 23 | 25 - 31 |         | 26 - 17 | 18 - 24 | 19 - 28 | 24 - 15 | 23 - 20 |
| Hercules         | 23 - 30 | 30 - 25 | 26 - 27 | 28 - 23 | 22 - 30 | 24 - 31 | 27 - 23 | 27 - 28 | 28 - 17 |         | 25 - 28 | 21 - 27 | 33 - 17 | 30 - 24 |
| PSV              | 22 - 24 | 18 - 14 | 15 - 23 | 35 - 25 | 22 - 24 | 20 - 30 | 19 - 31 | 30 - 22 | 26 - 16 | 27 - 19 |         | 22 - 38 | 33 - 15 | 21 - 24 |
| Virto/Quintus 2  | 35 - 27 | 26 - 24 | 34 - 18 | 34 - 23 | 23 - 19 | 25 - 24 | 28 - 19 | 27 - 17 | 26 - 20 | 29 - 25 | 32 - 19 |         | 28 - 14 | 33 - 27 |
| United Breda     | 25 - 34 | 21 - 25 | 21 - 35 | 16 - 34 | 15 - 23 | 13 - 39 | 21 - 24 | 21 - 26 | 24 - 19 | 26 - 29 | 16 - 30 | 25 - 33 |         | 14 - 36 |
| Z.A.P.           | 37 - 24 | 31 - 23 | 24 - 22 | 24 - 21 | 16 - 23 | 24 - 29 | 22 - 19 | 33 - 28 | 26 - 15 | 22 - 25 | 26 - 21 | 23 - 27 | 24 - 17 |         |

## Nacompetitie

### Stand
| Pos | Team           | Wed | W | G | V | Ptn | DV  | DT  | +/− | Opmerking                                                                                                 |
| --- | -------------- | --- | - | - | - | --- | --- | --- | --- | --- |
| 1   | ACMAA/D.S.V.D. | 6   | 6 | 0 | 0 | 12  | 193 | 130 | +63 | Speelt Best of Two tegen nummer 9 Eredivisie voor plek in Eredivisie. Zie Best of Two promotie/degradatie |
| 2   | PSV            | 6   | 3 | 0 | 3 | 6   | 148 | 148 | 0   | |
| 3   | Z.A.P.         | 6   | 3 | 0 | 3 | 6   | 143 | 154 | −11 | |
| 4   | Targos Bevo HC | 6   | 0 | 0 | 6 | 0   | 131 | 183 | −52 | |

### Uitslagen
|                | BEV     | DSV     | PSV     | ZAP     |
| -------------- | ------- | ------- | ------- | ------- |
| Targos Bevo HC |         | 23 - 34 | 24 - 28 | 21 - 23 |
| ACMAA/D.S.V.D. | 40 - 20 |         | 31 - 22 | 35 - 28 |
| PSV            | 29 - 19 | 22 - 26 |         | 21 - 27 |
| Z.A.P.         | 29 - 24 | 15 - 27 | 21 - 26 |         |